# Ducato della Mirandola
La signoria, poi contea, principato e infine ducato della Mirandola, fu uno Stato italiano esistito dal 1310 al 1711 con capitale Mirandola e governato dalla famiglia Pico, cui appartenne l'umanista e filosofo Giovanni II Pico della Mirandola. Mirandola passò infine al ducato di Modena e Reggio.
Nel 1432 Giovanni I Pico ricevette dall'imperatore Sigismondo il titolo di conte di Concordia.
Nel corso della propria storia Mirandola, potentemente fortificata (era rinomato l'alto e possente torrione, ora scomparso), fu oggetto di molti assedi, tra cui quello del 1510 da parte di papa Giulio II e quello del 1551 sotto il papato di Giulio III.

## Storia

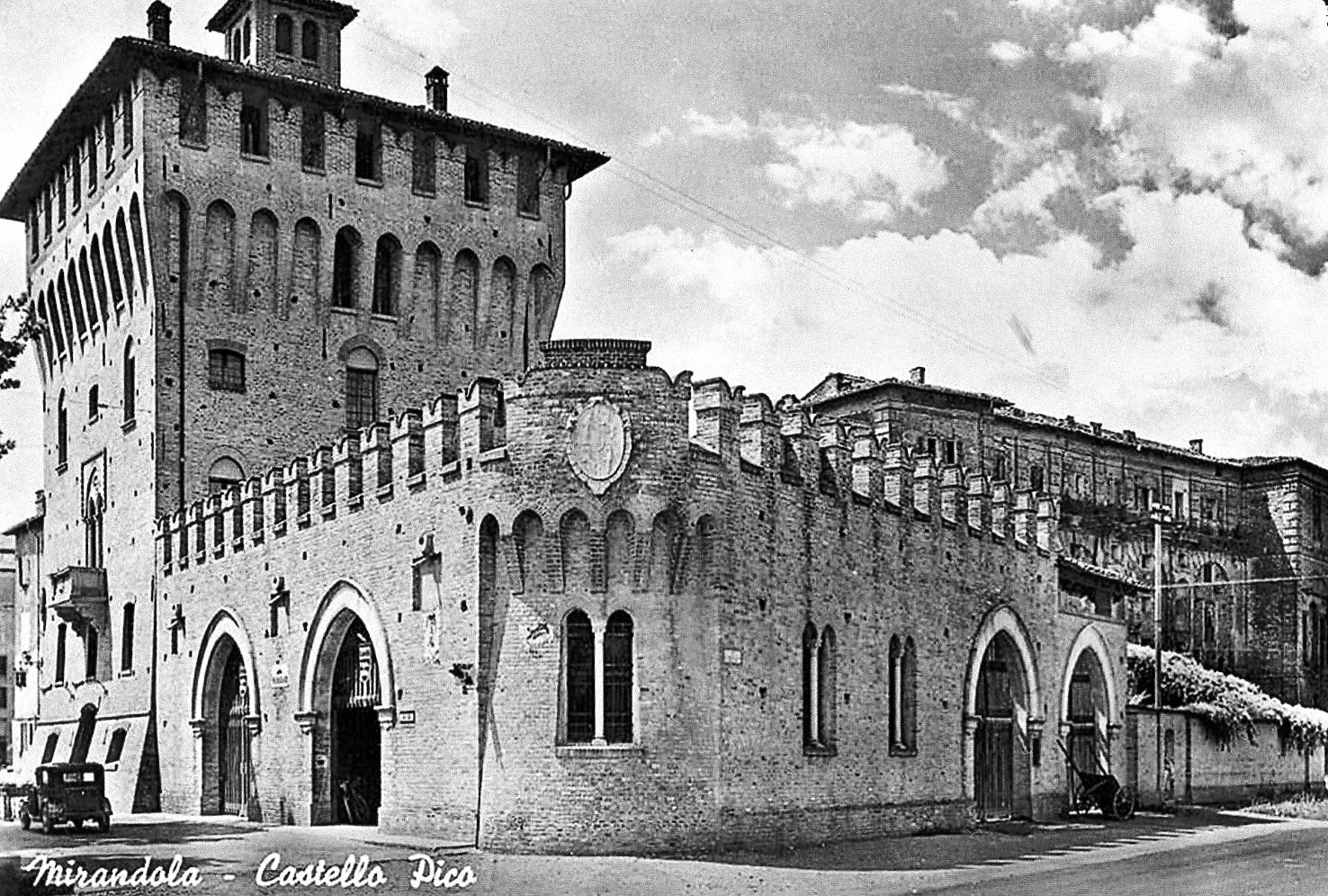
Il castello di Mirandola negli anni sessanta

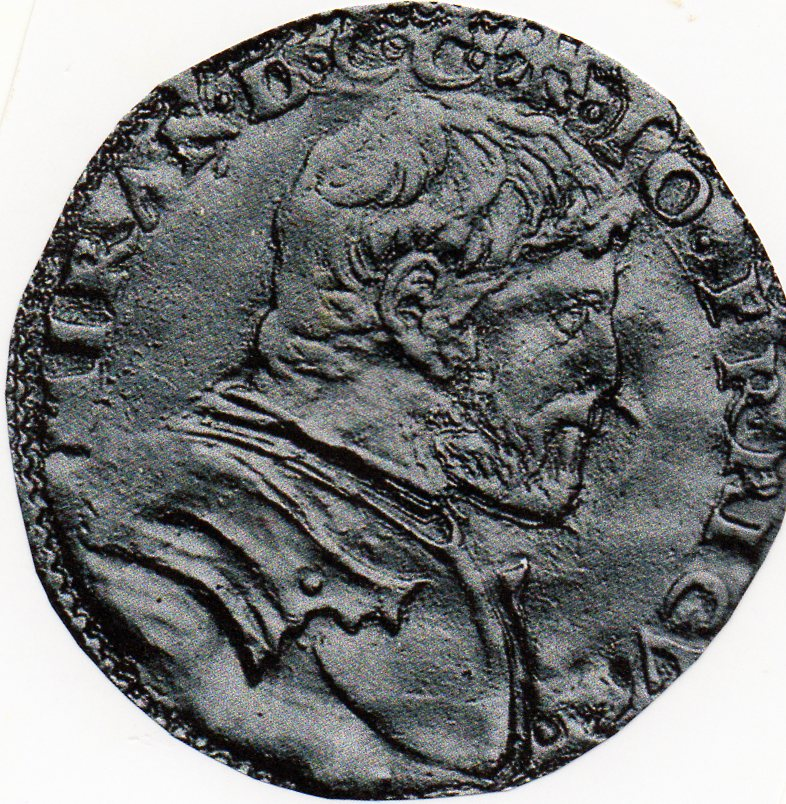
Moneta di Gian Francesco II (1515)

Francesco I Pico, discendente da Manfredo da Limidi (+1096) e Alda, ricevette nel 1311 dall'imperatore Enrico VII di Lussemburgo l'investitura del territorio tra le corti di Quarantoli e San Possidonio: fu il primo nucleo della signoria di Mirandola che venne ben fortificata ed ebbe il ruolo, con la costruzione del grande castello, di sede dei Pico. Nel 1354 Carlo IV di Lussemburgo con apposito decreto conferì il rango di feudo imperiale alla signoria pichense.
Nel 1386 Francesco II riunì le norme giuridiche preesistenti ed emanò gli statuti, onde ben disciplinare le vicende socio-economiche e giurisdizionali dello Staterello. Nella seconda parte del secolo XIV fu fondato il borgo di Concordia al fine di tutelare il confine con il marchesato di Mantova.
Nel corso del Quattrocento il prestigio della famiglia reggente favorì l'espansione di Mirandola e la costruzione di edifici e chiese e ampliata quella duecentesca dedicata a San Francesco (privilegiato luogo di sepoltura dei Pico, con i sarcofaghi pensili di Galeotto I, Spinetta, Prendiparte, Gian Francesco I e Giulia Boiardo, genitori di Galeotto I e di Giovanni). Fu proprio Galeotto I ad incrementare l'allevamento del bestiame, compreso quello dei cavalli di razza pregiata.
Il secolo XVI rappresentò per Mirandola un periodo negativo: il titolo comitale di Concordia, concesso dall'imperatore, accrebbe l'autorevolezza dei Pico, ma, nonostante fosse in vigore il diritto di primogenitura, nacquero serie controversie tra gli esponenti delle linee cadette. Anche questo fatto costituì una delle cause dei duri assedi del 1510 e del 1551, durante l'amministrazione di Galeotto II e di Ludovico II: per tali esigenze belliche e di difesa la città assunse la caratteristica pianta fortificata a stella. Nel 1515 Massimiliano I accordò a Gian Francesco II la facoltà di aprire la zecca di Mirandola che coniò varie monete fino al 1691 (Ludovico II, Alessandro I, Alessandro II).
Nel 1597 Massimiliano II d'Asburgo concesse a Federico II Pico la qualifica di principe di Mirandola e marchese di Concordia; nel 1619 l'imperatore Mattia elevò Alessandro I all'ambito rango di duca. Ma gli Estensi, duchi di Modena e Reggio, ambivano l'ingrandimento del proprio territorio con l'incorporazione del feudo dei Pico e le crisi interne della famiglia peggioravano la situazione.
Nel 1691 morì Alessandro II e gli succedette il giovanissimo nipote Francesco Maria II, dato che il padre di questi Francesco Maria I era scomparso due anni prima. La madre del duca bambino, Anna Camilla Borghese, lasciò subito Mirandola e ritornò a Roma: assunse, allora, la reggenza la prozia Brigida Pico (1633-1720), sorella maggiore del nonno. Quasi sessantenne, si rivelò un personaggio autoritario e volitivo: continuò di fatto a governare fino al 1706 nonostante il raggiungimento della maggiore età di Francesco Maria. Questi, accusato di tradimento per aver consegnato la città alla Francia, fu deposto nel 1708 dal principe Eugenio di Savoia, al servizio dell'imperatore Giuseppe I d'Asburgo. L'ultimo duca della dinastia Pico e la moglie Maria Teresa Spinola, privi di eredi, si trasferirono a Madrid, dove lui morirà nel 1747. La terribile zia Brigida, invece, si era ritirata a Padova, città in cui concluse i suoi giorni, all'età di 87 anni, nel 1720.
Il 15 luglio 1710 il ducato fu venduto al sovrano di Modena Rinaldo d'Este per 175.000 monete d'oro.

## Sovrani di Mirandola e Concordia

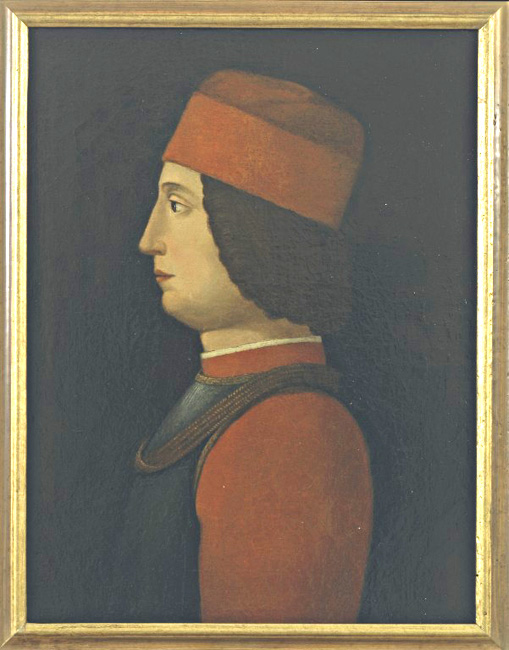
Giovanni Francesco II
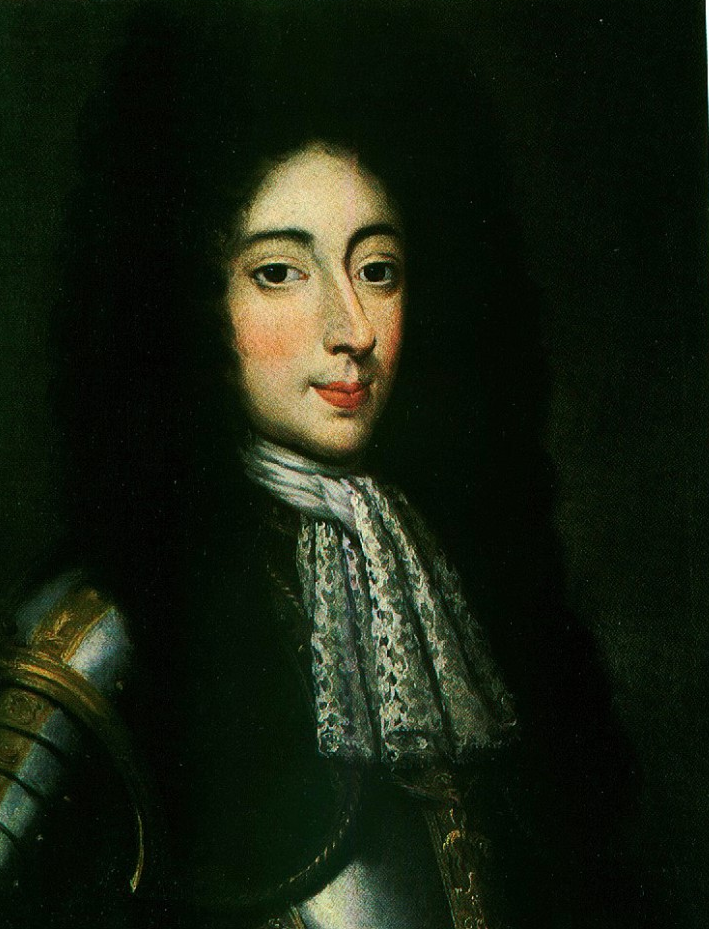
Francesco Maria II, ultimo sovrano